# Progress Wrestling
Progress Wrestling (escrito en ocasiones como PROGRESS) es una promoción de lucha libre profesional británica fundada en 2011 por el comediante Jim Smallman y el promotor de eventos y comedia Jon Briley, luego se unió a la administración de la empresa el actor Glen Robinson (profesionalmente conocido como Glen Joseph).

## Historia
La compañía fue concebida por Jim Smallman y Jon Briley en 2011, quienes son grandes seguidores de la lucha libre. Smallman es un gran fan del "strong-style", japonés en particular, y Briley fue el agente de Smallman. Los dos decidieron montar un espectáculo de lucha libre en Londres, ya que no había muchos shows en la capital presentando el tipo de lucha que a ambos les gustaba ver. Pasaron 7 meses planeando su primer show juntos. Smallman es también un gran fan del Punk, y decidieron que serían una promoción basada en Londres con un ambiente de Punk Rock. No buscaban fama como otras promociones, si no promover el talento británico. Finalmente se establecieron en The Garage en Islington para el lugar de su show, debido al tamaño y también teniendo una gran reputación como un lugar de música. The Garage también apoyó lo que Smallman y Briley querían hacer, y realizaron su primer show el 25 de marzo de 2012.
Después de once shows consecutivos con un lleno total en The Garage, con los últimos shows teniendo a unos 350 fanes, la promoción se trasladó a un sitio con 700 personas de capacidad, el Electric Ballroom en Camden para el Capítulo 12 en marzo de 2014, para su segundo show de aniversario donde vendieron todas las entradas. Hasta la fecha, Progress ha vendido todas las entradas para los Capítulos en Londres en The Garage y en el Electric Ballroom. Para el Capítulo 36 en septiembre de 2016, Progress organizó su show más grande en el Brixton Academy, con una audiencia de 2400 personas y anunciaron que iban a regresar el próximo mes en septiembre. A pesar de que han celebrado la mayoría de sus shows en Londres, en 2014, Progress celebró tres shows en el The Satellite Stage en el Sonisphere Festival, y en 2015 aparecieron durante cinco noches en el Download Festival. En diciembre de 2015, comenzaron a presentar shows regularmente en el The Ritz en Mánchester. En 2017, Progress comenzó a promover shows en Birmingham. Para el Capítulo 55 en septiembre de 2017, Progress celebró su primer show en el Alexandra Palace, con una audiencia de 2000 personas. Durante el show, se anunció que celebrarían el show más grande en su historia, así como el mayor show británico de lucha libre independiente en los últimos 30 años el 30 de septiembre de 2018 en el SSE Arena en Wembley.
La promoción fue reacia a usar importaciones (luchadores para los cuales el Reino Unido no es su hogar o uno de sus hogares). Colt Cabana fue el primer luchador en ser incluido en un show como parte del primer show, en el Capítulo 1, en una derrota ante Loco Mike Mason. Ricochet ha aparecido dos veces para la promoción, perdiendo con El Ligero en el Capítulo 6 y en una triple amenaza con Mark Haskins y Zack Sabre Jr. en el Capítulo 11. Adam Cole fue el primer luchador no Europeo en registrar una victoria en Progress, tras derrotar a Mark Haskins en el Capítulo 10. Prince Devitt también apareció dos veces para la promoción, derrotando a Zack Sabre Jr. en el Chapter 13 y perdiendo ante Jimmy Havoc en la Progress World Cup, su última lucha en el Reino Unido antes de firmar con la WWE. Otros talentos que han aparecido incluyen a Samoa Joe, Roderick Strong y Tommaso Ciampa, aunque Ciampa se estableció como un luchador regular en Progress con siete apariciones en los Capítulos.
En 2016, la compañía comenzó a trabajar con otras promociones. En el Chapter 29 el 24 de abril en Londres, Progress fue sede de dos luchas clasificatorias para el WWE Cruiserweight Classic. En el 2017, luchadores de Progress como Pete Dunne, Tyler Bate, Trent Seven, y Mark Andrews participaron en el WWE United Kingdom Championship Tournament, culminando con Bate coronándose por primera vez como WWE United Kingdom Champion.

## Expansión internacional
En junio de 2016, la SMASH Wrestling, con sede en Canadá, tuvo su título defendido en un show de Progress, antes de tres shows co-promocionados entre los dos en Ontario en septiembre.
En enero de 2017, Progress promocionó un show para Westside Xtreme Wrestling en Londres, con sede en Alemania y luego wXw colaborando con el primer show de Progress en Alemania, en Colonia en el mes de julio.
El fin de semana de Wrestlemania en 2017 Progress viajó a Estados Unidos para múltiples shows; incluyendo su propio show en Orlando, un show en conjunto con WWNLive, e incluyendo al anunciador en el ring Jim Smallman en los shows de WWE en el WrestleMania Axxess. Progress regresó a los Estados Unidos en agosto para dos shows, uno en la Ciudad de Nueva York y el otro en los exteriores de Boston, así también anunciaron dos shows como parte del fin de semana de Wrestlemania en 2018 en Nueva Orleans.
En abril de 2018 Progress Wrestling co-promovió un show con la promociones australianas Explosive Pro Wrestling, Melbourne City Wrestling y Pro Wrestling Australia.
Desde el 4 de agosto hasta el 11 de agosto de 2018, Progress Wrestling estuvo de gira por los Estados Unidos, llamado el  "Coast to Coast Tour." Trabajaron en conjunto con WWNLive y Defy Wrestling. Los shows tomaron lugar en Filadelfia, Boston, Nueva York, Seattle, Chicago y Detroit.

## Demand Progress
En marzo de 2015, Progress lazó Demand Progress, su propio servicio de video-on-demand. En enero de 2017 se vio el primer episodio de Freedom's Road, una nueva serie de Progress que incluiría luchas grabadas específicamente para el programa y se centraría especialmente en personajes y tramas.

## Campeonatos

### Campeones actuales
Actualizado el 11 de marzo de 2025.
| Título                              | Campeón actual(es): | Fecha:                | Días: | Ubicación           | Evento                                 | Campeón(es) anterior(es) |
| ----------------------------------- | ------------------- | --------------------- | ----- | ------------------- | -------------------------------------- | ------------------------ |
| Progress Unified World Championship | Gene Munny          | 15 de mayo de 2022    | 1031  | England, Londres    | Chapter 134: Dodge,Dip,Duck,Dive,Dodge | Cara Doir                |
| Progress Tag Team Championship      | The 0121            | 25 de marzo de 2022   | 1082+ | Londres, Inglaterra | Chapter 131: 10th Anniversary          | Smokin' Aces             |
| Progress Proteus Championship       | Vacante             | 25 de febrero de 2021 | —     | —                   | —                                      | Paul Robinson            |
| Progress World Women's Championship | Gisele Shaw         | 14 de agosto de 2021  | 1305+ | Sheffield           | Chapter 117: Making Diamonds           | Vacated                  |

### Progress Tag Team Championship
Fue anunciado en el Chapter 9, comenzarían una serie de enfrentamientos para determinar a los primeros campeones de los Progress Tag Team. Los campeones fueron coronados en el Chapter12, en el segundo show aniversario, en marzo de 2014. Como con el Progress Championship no era un cinturón tradicional, los Progress Tag Team Championship fueron originalmente representados por un escudo con el águila de Progress en la parte delantera. El escudo se dividía en dos, uno para cada campeonato titular.
En el Chapter46 los escudos fueron reemplazados con unos cinturones tradicionales, con el diseño en la placa frontal de cada cinturón que representa los escudos Tag desaparecidos.
| Reinado   | El número de reinado del campeón específico enumerado                          |
| Ubicación | La ciudad en la que el título fue ganado                                       |
| Evento    | El evento promovido por la respectiva promoción en la que el título fue ganado |
| +         | Indica que el actual reinado está cambiando todos los días                     |

|    | Luchadores                                                                    | N.º | Fecha                    | Días  | Lugar                   | Show o evento                                                      | Notas | Ref. |
| -- | ----------------------------------------------------------------------------- | --- | ------------------------ | ----- | ----------------------- | ------------------------------------------------------------------ | --- | ---- |
| 1  | FSU (Mark Andrews y Eddie Dennis)                                             | 1   | 30 de marzo de 2014      | 301   | Camden Town, Londres    | Chapter 12: We're Gonna Need a Bigger Room                         | Derrotaron a Indy Wrestling y Project Ego en la final de un torneo para coronar a los campeones inaugurales.                                                                |      |
| 2  | The Faceless/The Origin (Nathan Cruz, El Ligero, Danny Garnell y Damon Moser) | 1   | 25 de enero de 2015      | 120   | Camden Town, Londres    | Chapter 17: Harder, Better, Faster, Stronger                       | Danny Garnell y Damon Moser originalmente capturaron el título como The Faceless, antes de que los cuatro se desenmascaran, renombrándose The Origin el 24 de mayo de 2015. |      |
| 3  | The Sumerian Death Squad (Tommy End y Michael Dante)                          | 1   | 25 de mayo de 2015       | 188   | Camden Town, Londres    | Chapter 19: Super Strong Style 16: Tournament Edition 2015 (día 2) | Derrotaron a Nathan Cruz y El Ligero. |      |
| 4  | The Origin (Nathan Cruz y El Ligero)                                          | 2   | 29 de noviembre de 2015  | 182   | Camden Town, Londres    | Chapter 23: What a Time to Be Alive                                | Ganaron en una triple amenaza que también incluía a The London Riots. |      |
| 5  | London Riots (Rob Lynch y James Davis)                                        | 1   | 29 de mayo de 2016       | 119   | Camden Town, Londres    | Chapter 30: Super Strong Style 16 Tournament Edition 2016 (día 1)  | |      |
| 6  | British Strong Style (Trent Seven y Pete Dunne)                               | 1   | 25 de septiembre de 2016 | 82    | Brixton, Londres        | Chapter 36: We're Gonna Need a Bigger Room... Again                | |      |
| —  | Vacante                                                                       | —   | 16 de diciembre de 2016  | —     | —                       | —                                                                  | La gerencia del Progress dejó vacante los títulos después de que Pete Dunne intentó darle su mitad a Tyler Bate.                                                            |      |
| 7  | British Strong Style (Trent Seven (2) y Tyler Bate)                           | 1   | 30 de diciembre de 2016  | 177   | Camden Town, Londres    | Chapter 41: Unboxing Live                                          | Ganaron en una triple amenaza con The Riots y LDRS of the New School. |      |
| 8  | CCK (Chris Brookes y Kid Lykos)                                               | 1   | 25 de junio de 2017      | 14    | Camden Town, Londres    | Chapter 50: I Give It Six Months                                   | |      |
| 9  | British Strong Style (Trent Seven (3) y Tyler Bate (2))                       | 2   | 9 de julio de 2017       | 63    | Birmingham              | Chapter 51: Screaming for Progress                                 | Ganaron en una lucha de seis hombres entre Pete Dunne, Trent Seven y Tyler Bate vs. Travis Banks, Chris Brookes y Kid Lykos.                                                |      |
| 10 | CCK (Chris Brookes y Kid Lykos)                                               | 2   | 10 de septiembre de 2017 | 77    | Haringey, Londres       | Chapter 55: Chase the Sun                                          | Fue una lucha de escaleras. |      |
| 11 | Grizzled Young Veterans (James Drake y Zack Gibson)                           | 1   | 26 de noviembre de 2017  | 77    | Camden Town, Londres    | Chapter 58: Live Your Best Life                                    | |      |
| 12 | Jimmy Havoc & Mark Haskins                                                    | 1   | 11 de febrero de 2018    | 14    | O2 Ritz, Mánchester     | Chapter 63: Take Me Underground                                    | |      |
| 13 | Grizzled Young Veterans (James Drake (2) y Zack Gibson (2))                   | 2   | 25 de febrero de 2018    | 160   | Camden Town, Londres    | Chapter 64: Thunderbastards Are Go!                                | |      |
| 14 | CCK (Chris Brookes (3) y Kid Lykos (3))                                       | 3   | 4 de agosto de 2018      | 7     | Filadelfia, Pensilvania | PROGRESS: USA Coast to Coast Tour 2018                             | |      |
| 15 | Bandido (1) & Flamita (1)                                                     | 1   | 11 de agosto de 2018     | 50    | Chicago, Ilinois        | PROGRESS: USA Coast to Coast Tour 2018                             | |      |
| 16 | Aussie Open (Mark Davis (1) & Kyle Fletcher(1))                               | 1   | 30 de septiembre de 2018 | 91    | Wembley, Londres        | Chapter 76: Hello Wembley                                          | |      |
| 17 | Swords of Essex (Will Ospreay y Paul Robinson)                                | 1   | 30 de diciembre de 2018  | 91    | Camden Town, Londres    | Chapter 82: Unboxing Live                                          | |      |
| 18 | Aussie Open (Mark Davis (2) & Kyle Fletcher(2))                               | 2   | 30 de marzo de 2019      | 119   | Greater London, Londres | Chapter 87: Breadknife                                             | |      |
| 19 | Grizzled Young Veterans (James Drake (3) y Zack Gibson (3))                   | 3   | 28 de julio de 2019      | 49    | Greater London, Londres | Chapter 93: Cheer Up Juice                                         | |      |
| 20 | Jordan Devlin (1) & Scotty Davis (1)                                          | 1   | 15 de septiembre de 2019 | 278   | Greater London, Londres | Chapter 95: Still Chasing                                          | |      |
| —  | Vacante                                                                       | —   | 19 de junio de 2020      | —     | —                       | —                                                                  | Anulado por la dirección de Progress después de que tanto Scotty Davis como Jordan Devlin fueran legítimamente suspendidos.                                                 |      |
| 21 | Lykos Gym (Kid Lykos (4) & Kid Lykos II (1))                                  | 1   | 5 de junio de 2021       | +1375 | Londres, Inglaterra     | Chapter 112: The Flowers Are Still Standing!                       | Derrotó a The Young Guns (Luke Jacobs y Ethan Allen) en una final de torneo para ganar el campeonato vacante.                                                               |      |

## Recepción
Patrick Lennon, periodista de lucha para el Daily Star, ha asistido y revisado shows de Progress tales como el aclamado Capítulo 7: Every Saint Has a Past, Every Sinner Has a Future.
Carrie Dunn, fundador y principal colaborador del blog de lucha "The Only Way is Suplex", publicó el libro Spandex, Screw Jobs & Cheap Pops: Inside the Business of British Pro Wrestling. Las características de Progress Wrestling con frecuencia en el libro incluyen la apertura de un capítulo sobre las promociones de lucha basadas en Londres.